# FatRat
FatRat (МФА: fæt ræt; англ. fat — толстый, rat — крыса; пишется в регистре «camel case») — многопротокольный расширяемый менеджер загрузок для операционных систем семейства Linux. Поддерживает различные протоколы, такие как HTTP, Proxy/SOCKS5, FTP, BitTorrent, а также загрузку RSS-лент и загрузку с сервиса RapidShare. Интегрирована возможность работы с системами Dropbox, OpenSubtitles. Как и большинство других менеджеров, поддерживает возобновление загрузки файла в случае обрыва соединения.
Программа входит в состав большинства Linux репозиториев, таких как Debian, Ubuntu, Fedora, Arch Linux.

## История
Разработки программы начались в ноябре 2006 году.

## Функциональность
Для работы с по протоколу BitTorrent FatRat использует библиотеку libtorrent. Интернационализация интерфейса проводится с помощью системы Qt Linguist.
- Поддерживает докачку
- Позволяет создавать несколько независимых очередей загрузок с независимыми ограничениями по скорости для каждой
- Встроен плагин для скачивания файлов с файлового хостинга Rapishare
- Встроенный торрент-клиент с возможностью поиска по торрент трекерам
- Возможность захвата видео с YouTube
- Возможность закачки по расписанию
- История загрузок (лог)
- Возможность просмотра различных графиков: прогресс загрузки, изменение скорости.
- Программой можно управлять посредством Jabber или через веб-интерфейс[2][13]